# Berthold Altmann
Berthold Albrecht Altmann (* 21. August 1896 in Greifswald; † 9. November 1992 in Bad Salzuflen) war ein deutscher Jurist.

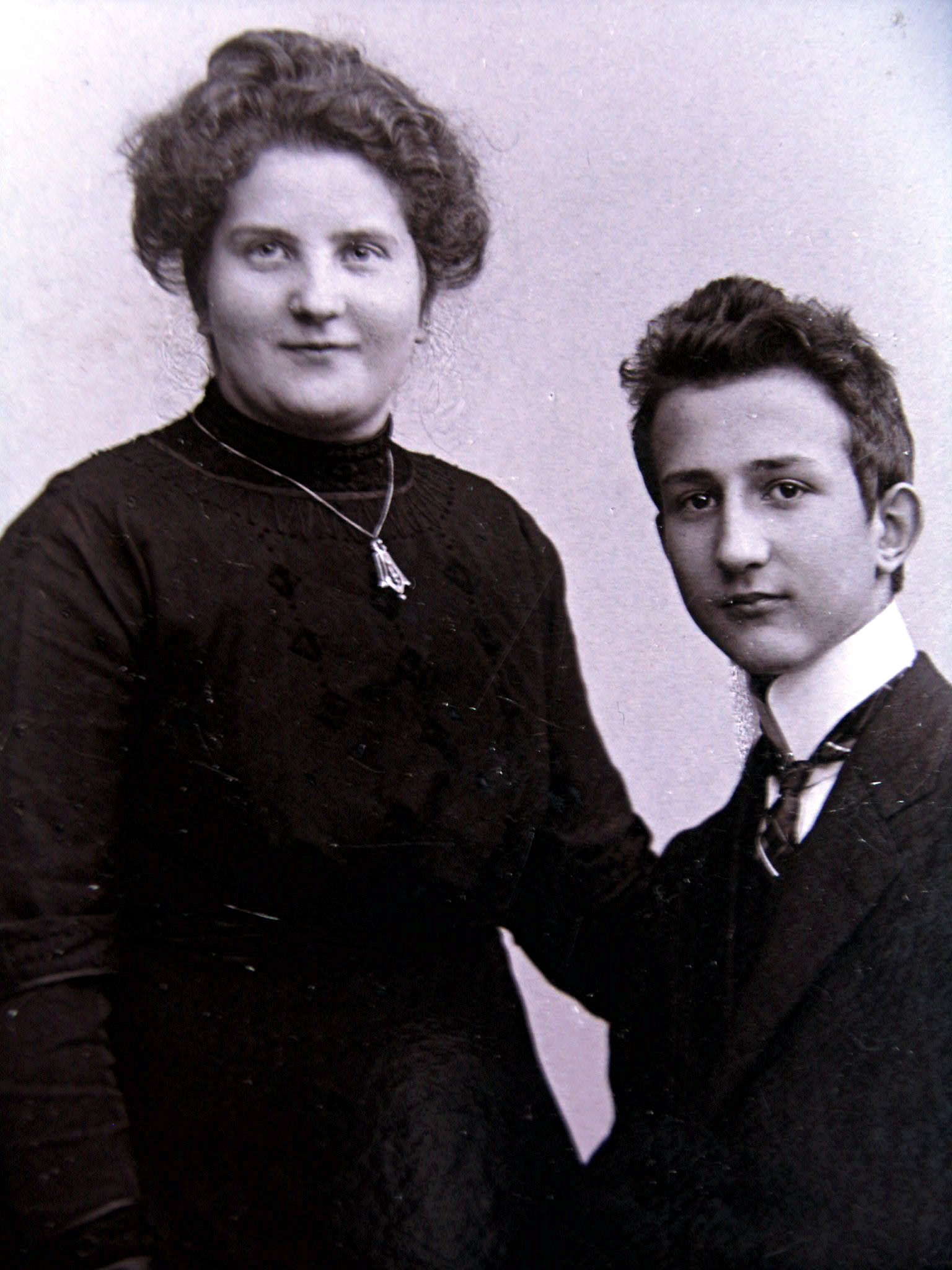
Berthold mit Schwester Ursula Altmann im Jahr 1910

Berthold Altmann mit älterer Schwester Ursula und Vater Wilhelm im Jahr 1907

## Leben
Am humanistischen Gymnasium in Steglitz Kreis Teltow (ab 1920 zu Berlin) legte Altmann zu Ostern 1914 sein Abitur ab.
Das anschließende Studium der Rechtswissenschaften in Tübingen wurde durch die Einberufung Altmanns als Soldat im Ersten Weltkrieg unterbrochen. Nach Kriegsende und erfolgreichem Abschluss des Studiums war er im Gerichtsdienst vom Scheidungsrichter bis zum Landgerichtsdirektor in verschiedenen Ämtern tätig.
Im April 1933 wurde Altmann als Amtsgerichtsrat am Amtsgericht Berlin-Charlottenburg und zugleich als Landgerichtsrat am Landgericht Berlin III wegen seiner jüdischstämmigen Großmutter nach NS-Recht zwangsbeurlaubt. Durch das zuständige Justizministerium wurde 1935 diese Zwangsbeurlaubung aufgehoben, weil er „Frontkämpfer“ war und als „Mischling 2. Grades“ galt.
Am 21. August 1931 hatte er die Engländerin Florence Rutherford geheiratet. Aus der Verbindung entstammen eine Tochter und ein Sohn.
Altmann erweiterte seine Sprachkenntnisse auch auf die russische Sprache, indem er dafür ein Dolmetscherexamen ablegte. Im Jahr 1955 wurde er gemeinsam mit Carl von Lorck durch die Bundesregierung zum Bundesrichter am Obersten Rückerstattungsgericht in Herford ernannt. Seine letzten Jahre verbrachte er in Bad Salzuflen (Ortsteil Schötmar).
Er war der jüngste Sohn von Wilhelm Altmann. Ulrich Altmann war sein älterer Bruder. Mit Hans Altmann und dessen Schwester Margaret Altmann haben beide gemeinsame Urgroßeltern.

## Auszeichnung
- Im Jahr 1966 wurde er mit dem Großen Bundesverdienstkreuz ausgezeichnet.